# Du Yun

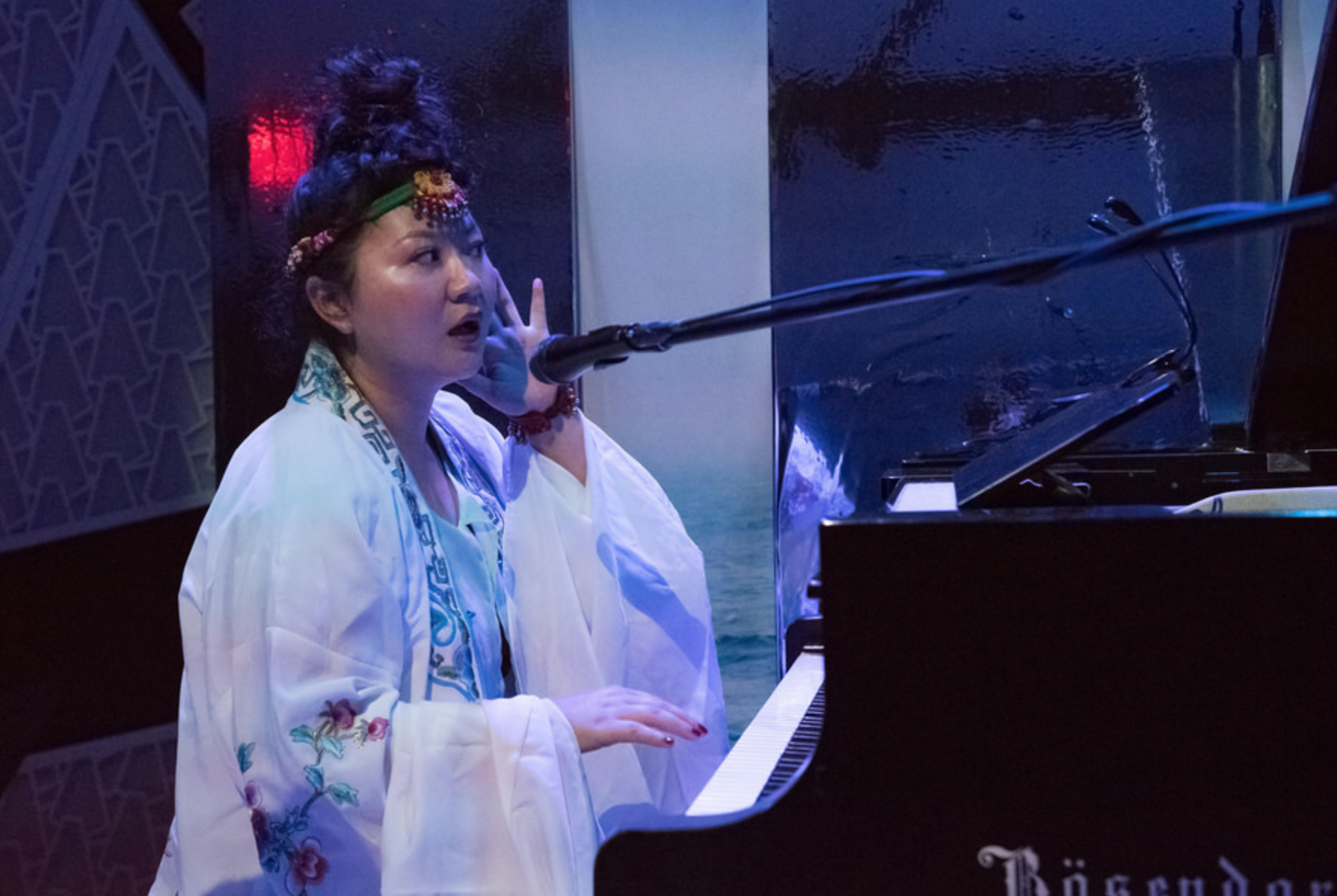
Du Yun, 2017

Du Yun, chinesisch 杜韵 / 杜韻, Pinyin dù yùn, (* 18. Juni 1977 in Shanghai) ist eine in New York lebende chinesische Komponistin, Multiinstrumentalistin und Performancekünstlerin. 2017 wurde sie für ihre Oper Angel’s Bone mit dem Pulitzer Prize of Music ausgezeichnet.

## Leben und Werk
Du Yun wuchs in Shanghai auf und studierte zunächst Komposition und Klavier am Shanghai Conservatory of Music, übersiedelte dann in die Vereinigten Staaten, wo sie ihre Studien am Oberlin College (Bachelor of Arts) und an der Harvard University (Master of Arts, PhD) fortsetzte. 2017 wurde sie Mitglied der Fakultät für Komposition am Peabody Institute der Johns Hopkins University, 2018 Guggenheim-Stipendiatin. 2024 wurde Du zum Mitglied der American Academy of Arts and Sciences gewählt.
Du Yuns Musik reicht von traditionellen Instrumentalgenres und der Oper bis hin zur Popularmusik (Pop-Album Shark in You), Elektronik sowie der Darstellenden Kunst und der Zusammenarbeit mit Visual Artists. Auftragswerke entstanden etwa für Matt Haimovitz, Hilary Hahn und UMS ’n JIP. 2011 brachte das Berkeley Symphony Orchestra Mantichora für großes Streichorchester zur Uraufführung, 2012 das Detroit Symphony Orchestra das Orchesterwerk Kraken. Du Yuns am 6. Januar 2016 beim Prototype Festival in New York uraufgeführte Oper  Angel’s Bone auf ein Libretto von Royce Vavrek erhielt 2017 den Pulitzer Prize of Music.